# Jubel
Jubel is een nummer van de Franse dj Klingande uit 2013. Het nummer is ingezongen door Lucie Decarne, en bevat een saxofoon-sample uit sessies van saxofonist Snake Davis.
Het nummer werd in Europa een hit. In ieder land waarin het in de hitlijsten kwam, werd de top 10 behaald. In Klingande's thuisland Frankrijk werd de 5e positie gehaald. In de Nederlandse Top 40 haalde het nummer de 9e positie, en in de Vlaamse Ultratop 50 werd het een nummer 1-hit, net zoals in veel andere Europese landen.